# Profesor Otilio Montaño
Profesor Otilio Montaño es una comunidad en el Municipio de Matías Romero Avendaño en el estado de Oaxaca. Profesor Otilio Montaño está a 80 metros de altitud. 

## Geografía
Está ubicada a 17° 5' 5.28" latitud norte y 94° 34' 32.52" longitud oeste.

## Población
Según el censo de población de INEGI del 2010: la comunidad cuenta con una población total de 438 habitantes, de los cuales 230 son mujeres y 208 son hombres. Del total de la población 32 personas hablan alguna lengua indígena.

## Ocupación
El total de la población económicamente activa es de 121 habitantes, de los cuales 107 son hombres y 14 son mujeres.